# 2022. évi férfi, női felnőtt súlyemelő országos bajnokság
A 2022-es magyar súlyemelő bajnokság 2022. november 26-27-én került megrendezésre Tatabányán. A versenyen 28 magyarországi súlyemelő egyesület 90 versenyzője képviseltette magát.

## Résztvevők
- Baranyai SE Tata (4)
- Békéscsabai SSZSE (1)
- Békési TE (3)
- BKV Előre SC (7)
- Firmitas SC (1)
- FISZEJ SE (2)
- Gázláng SE (1)
- Gyömrő VSK (2)
- Győri AC (3)
- Haladás VSE (5)
- Kazincbarcikai VSE (4)
- Kecskeméti TE (10)
- Kisújszállási SSZSE (1)
- MAFC (9)
- Nyíregyházi VSC (4)
- Oroszlány VSEE (2)
- Oroszlányiak VSK (4)
- Pécsi SE (2)
- Soroksári SSZSE (1)
- Szegedi Lelkesedés SK (4)
- Szerencs VSE (3)
- Tamási Koppány SE (1)
- Tatabányai SC (4)
- Téglás VSE (1)
- Testvériség-Újpalota SE (6)
- Tiszaújvárosi SC (1)
- Vállalkozók SE (2)
- Zalaegerszegi TE SK (2)

## Összesített éremtáblázat
| Helyezés | Egyesület               | Arany | Ezüst | Bronz | Összesen |
| -------- | ----------------------- | ----- | ----- | ----- | -------- |
| 1        | Kecskeméti TE           | 3     | 1     | 2     | 6        |
| 2        | Békési TE               | 2     | 0     | 1     | 3        |
| 2        | Oroszlányiak VSK        | 2     | 0     | 1     | 3        |
| 4        | FISZEJ SE               | 2     | 0     | 0     | 2        |
| 4        | Oroszlány VSEE          | 2     | 0     | 0     | 2        |
| 4        | Szegedi Lelkesedés SK   | 2     | 0     | 0     | 2        |
| 7        | BKV Előre SC            | 1     | 2     | 2     | 5        |
| 8        | Haladás VSE             | 1     | 1     | 1     | 3        |
| 8        | MAFC                    | 1     | 1     | 1     | 3        |
| 10       | Békéscsabai SSZSE       | 1     | 0     | 0     | 1        |
| 10       | Firmitas SC             | 1     | 0     | 0     | 1        |
| 10       | Pécsi SE                | 1     | 0     | 0     | 1        |
| 10       | Tamási Koppány SE       | 1     | 0     | 0     | 1        |
| 14       | Testvériség-Újpalota SE | 0     | 3     | 1     | 4        |
| 15       | Baranyai SE Tata        | 0     | 2     | 1     | 3        |
| 16       | Gyömrő VSK              | 0     | 2     | 0     | 2        |
| 17       | Nyíregyházi VSC         | 0     | 1     | 2     | 3        |
| 18       | Téglás VSE              | 0     | 1     | 0     | 1        |
| 18       | Soroksári SSZSE         | 0     | 1     | 0     | 1        |
| 18       | Szerencs VSE            | 0     | 1     | 0     | 1        |
| 18       | Vállalkozók SE          | 0     | 1     | 0     | 1        |
| 18       | Zalaegerszegi TE SK     | 0     | 1     | 0     | 1        |
| 23       | Kazincbarcikai VSE      | 0     | 0     | 2     | 2        |
| 24       | Kisújszállási SSZSE     | 0     | 0     | 1     | 1        |
| 24       | Tatabányai SC           | 0     | 0     | 1     | 1        |

## Férfi versenyek

### 55 kg
| Helyezés | Név                                            | Szakítás (kg) | Szakítás (kg) | Szakítás (kg) | Lökés (kg) | Lökés (kg) | Lökés (kg) | Összetett (kg) |
| Helyezés | Név                                            | 1             | 2             | 3             | 1          | 2          | 3          | Összetett (kg) |
| -------- | ---------------------------------------------- | ------------- | ------------- | ------------- | ---------- | ---------- | ---------- | -------------- |
| 1        | Szloboda Bence Antal (Szegedi Lelkesedés SK)   | 70            | 75            | 78            | 85         | 90         | 95         | 170            |
| 2        | Molnár Botond (Soroksári SSZSE)                | 71            | 71            | 71            | 80         | 83         | 90         | 161            |
| 3        | Polgár Zoltán Miklós (Testvériség-Újpalota SE) | 66            | 71            | 71            | 80         | 85         | —          | 146            |

### 61 kg
| Helyezés | Név                                     | Szakítás (kg) | Szakítás (kg) | Szakítás (kg) | Lökés (kg) | Lökés (kg) | Lökés (kg) | Összetett (kg) |
| Helyezés | Név                                     | 1             | 2             | 3             | 1          | 2          | 3          | Összetett (kg) |
| -------- | --------------------------------------- | ------------- | ------------- | ------------- | ---------- | ---------- | ---------- | -------------- |
| 1        | Zolnai Lénárd Sándor (Oroszlányiak VSK) | 79            | 83            | 86            | 102        | 111        | 115        | 194            |
| 2        | Papp Péter (Zalaegerszegi TE SK)        | 73            | 78            | 83            | 90         | 95         | 111        | 178            |
| —        | Hornyák Zalán (Kazincbarcikai VSE)      | 67            | 67            | 75            | 95         | 95         | —          | —              |

### 67 kg
| Helyezés | Név                                     | Szakítás (kg) | Szakítás (kg) | Szakítás (kg) | Lökés (kg) | Lökés (kg) | Lökés (kg) | Összetett (kg) |
| Helyezés | Név                                     | 1             | 2             | 3             | 1          | 2          | 3          | Összetett (kg) |
| -------- | --------------------------------------- | ------------- | ------------- | ------------- | ---------- | ---------- | ---------- | -------------- |
| 1        | Fekécs Gergő (Békési TE)                | 90            | 90            | 95            | 120        | 126        | 126        | 221            |
| 2        | Molnár Ferenc (Testvériség-Újpalota SE) | 85            | 90            | 90            | 120        | 125        | 132        | 215            |
| 3        | Pacsuta Gergő (Kazincbarcikai VSE)      | 80            | 85            | 85            | 100        | 105        | —          | 185            |
| 4        | Morvai Balázs Örs (Szerencs VSE)        | 84            | 87            | 87            | 92         | 95         | 100        | 179            |

### 73 kg
| Helyezés | Név                                       | Szakítás (kg) | Szakítás (kg) | Szakítás (kg) | Lökés (kg) | Lökés (kg) | Lökés (kg) | Összetett (kg) |
| Helyezés | Név                                       | 1             | 2             | 3             | 1          | 2          | 3          | Összetett (kg) |
| -------- | ----------------------------------------- | ------------- | ------------- | ------------- | ---------- | ---------- | ---------- | -------------- |
| 1        | Fenyő Dániel (Tamási Koppány SE)          | 121           | 127           | 127           | 144        | 149        | 151        | 270            |
| 2        | Újvári Lajos (Testvériség-Újpalota SE)    | 117           | 117           | 122           | 145        | 151        | 151        | 262            |
| 3        | Bojti Vilmos Marcell (Kazincbarcikai VSE) | 115           | 120           | 120           | 143        | 143        | 151        | 258            |
| —        | Stavarsz Ádám (Tatabányai SC)             | 107           | 115           | 116           | —          | —          | —          | —              |

### 81 kg
| Helyezés | Név                                | Szakítás (kg) | Szakítás (kg) | Szakítás (kg) | Lökés (kg) | Lökés (kg) | Lökés (kg) | Összetett (kg) |
| Helyezés | Név                                | 1             | 2             | 3             | 1          | 2          | 3          | Összetett (kg) |
| -------- | ---------------------------------- | ------------- | ------------- | ------------- | ---------- | ---------- | ---------- | -------------- |
| 1        | Fekécs Szilárd (Békési TE)         | 135           | 141           | 143           | 165        | 171        | 176        | 312            |
| 2        | Törő András (Téglás VSE)           | 105           | 110           | 112           | 130        | 130        | 133        | 245            |
| 3        | Cserpes Norbert (Baranyai SE Tata) | 105           | 110           | 112           | 130        | 130        | 133        | 243            |
| 4        | Koncz Péter (Győri AC)             | 90            | 94            | 97            | 115        | 120        | 123        | 217            |
| 5        | Nemes András (MAFC)                | 90            | 90            | 95            | 115        | 120        | 125        | 215            |
| 6        | Iffy Attila László (MAFC)          | 92            | 96            | 99            | 111        | 116        | 120        | 212            |
| 7        | Borneas Cristian (MAFC)            | 86            | 86            | 90            | 115        | 120        | 125        | 211            |

### 89 kg
| Helyezés | Név                                        | Szakítás (kg) | Szakítás (kg) | Szakítás (kg) | Lökés (kg) | Lökés (kg) | Lökés (kg) | Összetett (kg) |
| Helyezés | Név                                        | 1             | 2             | 3             | 1          | 2          | 3          | Összetett (kg) |
| -------- | ------------------------------------------ | ------------- | ------------- | ------------- | ---------- | ---------- | ---------- | -------------- |
| 1        | Nagy Dániel (Kecskeméti TE)                | 120           | 120           | 123           | 150        | 156        | —          | 276            |
| 2        | Nagy Noel (Kecskeméti TE)                  | 117           | 122           | 122           | 147        | 153        | 153        | 275            |
| 3        | Nagy Zsolt (Békési TE)                     | 120           | 120           | 120           | 140        | 150        | 153        | 270            |
| 4        | Lajos Alex (Szegedi Lelkesedés SK)         | 105           | 110           | 113           | 126        | 131        | 133        | 243            |
| 5        | Kiss Gábor (Oroszlányiak VSK)              | 105           | 110           | 110           | 126        | 132        | 136        | 237            |
| 6        | Varga Martin Csongor (Zalaegerszegi TE SK) | 98            | 102           | 105           | 130        | 135        | 136        | 237            |
| 7        | Trasszer Dávid (Pécsi SE)                  | 98            | 102           | 103           | 127        | 131        | 134        | 234            |
| 8        | Pólya Márton András (Haladás VSE)          | 100           | 103           | 105           | 126        | 129        | 131        | 232            |
| 9        | Réti Márton (Tiszaújvárosi SC)             | 93            | 98            | 98            | 126        | 127        | 130        | 228            |
| —        | Komonyi Norbert György (Győri AC)          | 90            | 93            | 93            | —          | —          | —          | —              |
| —        | Orosz Péter (MAFC)                         | 100           | 105           | 105           | —          | —          | —          | —              |

### 96 kg
| Helyezés | Név                                         | Szakítás (kg) | Szakítás (kg) | Szakítás (kg) | Lökés (kg) | Lökés (kg) | Lökés (kg) | Összetett (kg) |
| Helyezés | Név                                         | 1             | 2             | 3             | 1          | 2          | 3          | Összetett (kg) |
| -------- | ------------------------------------------- | ------------- | ------------- | ------------- | ---------- | ---------- | ---------- | -------------- |
| 1        | Pece Mihály (BKV Előre SC)                  | 120           | 127           | 132           | 145        | 150        | —          | 282            |
| 2        | P.Nagy Bálint (MAFC)                        | 115           | 120           | 122           | 140        | 145        | 149        | 267            |
| 3        | Dobi Levente (Nyíregyházi VSC)              | 110           | 115           | 118           | 142        | 147        | 153        | 262            |
| 4        | Zsédely Szabolcs Csaba (Vállalkozók SE)     | 105           | 105           | 110           | 140        | 149        | 149        | 245            |
| 5        | Kocsis Bálint (Kecskeméti TE)               | 97            | 102           | 102           | 145        | 149        | 150        | 242            |
| 6        | Simon Zoltán (Kecskeméti TE)                | 100           | 105           | 105           | 130        | 135        | 135        | 235            |
| 7        | Varga Péter Márk (Győri AC)                 | 101           | 101           | 101           | 120        | 125        | 130        | 226            |
| 8        | Magát János Csaba (Testvériség-Újpalota SE) | 100           | 102           | 103           | 117        | 121        | 121        | 217            |

### 102 kg
| Helyezés | Név                                    | Szakítás (kg) | Szakítás (kg) | Szakítás (kg) | Lökés (kg) | Lökés (kg) | Lökés (kg) | Összetett (kg) |
| Helyezés | Név                                    | 1             | 2             | 3             | 1          | 2          | 3          | Összetett (kg) |
| -------- | -------------------------------------- | ------------- | ------------- | ------------- | ---------- | ---------- | ---------- | -------------- |
| 1        | Lucz Levente (Oroszlány VSEE)          | 120           | 125           | 130           | 150        | 160        | 175        | 290            |
| 2        | Bárány Gergő (Szerencs VSE)            | 118           | 122           | 125           | 145        | 148        | 148        | 270            |
| 3        | Bakó Attila (BKV Előre SC)             | 102           | 102           | 107           | 122        | 127        | 130        | 229            |
| 4        | Horváth Viktor (Szegedi Lelkesedés SK) | 101           | 106           | 106           | 122        | 127        | 130        | 228            |

### 109 kg
| Helyezés | Név                                       | Szakítás (kg) | Szakítás (kg) | Szakítás (kg) | Lökés (kg) | Lökés (kg) | Lökés (kg) | Összetett (kg) |
| Helyezés | Név                                       | 1             | 2             | 3             | 1          | 2          | 3          | Összetett (kg) |
| -------- | ----------------------------------------- | ------------- | ------------- | ------------- | ---------- | ---------- | ---------- | -------------- |
| 1        | Gyurkovics Ferenc (Pécsi SE)              | 150           | 157           | 162           | 170        | 185        | 195        | 347            |
| 2        | Beleznai Gábor (Gyömrő VSK)               | 111           | 118           | 125           | 138        | 138        | 145        | 270            |
| 3        | Tyukodi András ifj. (Kisújszállási SSZSE) | 113           | 117           | 120           | 140        | 145        | 151        | 265            |
| 4        | Prohászka Kristóf (MAFC)                  | 105           | 105           | 110           | 135        | 143        | 143        | 253            |
| —        | Hegedűs Milán (Haladás VSE)               | 94            | 94            | 94            | —          | —          | —          | —              |

### 109+ kg
| Helyezés | Név                                | Szakítás (kg) | Szakítás (kg) | Szakítás (kg) | Lökés (kg) | Lökés (kg) | Lökés (kg) | Összetett (kg) |
| Helyezés | Név                                | 1             | 2             | 3             | 1          | 2          | 3          | Összetett (kg) |
| -------- | ---------------------------------- | ------------- | ------------- | ------------- | ---------- | ---------- | ---------- | -------------- |
| 1        | Nagy Péter (Szegedi Lelkesedés SK) | 140           | 150           | 160           | 172        | 186        | 200        | 350            |
| 2        | Mánomics Gergő (Vállalkozók SE)    | 115           | 122           | 125           | 150        | 160        | 160        | 282            |
| 3        | Mikovics Attila (Nyíregyházi VSC)  | 110           | 120           | 130           | 145        | 155        | 155        | 265            |

## Női versenyek

### 45 kg
| Helyezés | Név                                   | Szakítás (kg) | Szakítás (kg) | Szakítás (kg) | Lökés (kg) | Lökés (kg) | Lökés (kg) | Összetett (kg) |
| Helyezés | Név                                   | 1             | 2             | 3             | 1          | 2          | 3          | Összetett (kg) |
| -------- | ------------------------------------- | ------------- | ------------- | ------------- | ---------- | ---------- | ---------- | -------------- |
| 1        | Talabér Szonja (Oroszlány VSEE)       | 42            | 45            | 45            | 52         | 55         | 57         | 100            |
| 2        | Kontor Zsuzsanna Tímea (BKV Előre SC) | 37            | 39            | 41            | 47         | 49         | 51         | 92             |
| 3        | Gyuris Lilla Éva (Kecskeméti TE)      | 37            | 39            | 41            | 52         | 52         | 52         | 91             |

### 49 kg
| Helyezés | Név                                | Szakítás (kg) | Szakítás (kg) | Szakítás (kg) | Lökés (kg) | Lökés (kg) | Lökés (kg) | Összetett (kg) |
| Helyezés | Név                                | 1             | 2             | 3             | 1          | 2          | 3          | Összetett (kg) |
| -------- | ---------------------------------- | ------------- | ------------- | ------------- | ---------- | ---------- | ---------- | -------------- |
| 1        | Richter Laura Patrícia (FISZEJ SE) | 45            | 48            | 50            | 55         | 58         | 60         | 110            |

### 55 kg
| Helyezés | Név                                        | Szakítás (kg) | Szakítás (kg) | Szakítás (kg) | Lökés (kg) | Lökés (kg) | Lökés (kg) | Összetett (kg) |
| Helyezés | Név                                        | 1             | 2             | 3             | 1          | 2          | 3          | Összetett (kg) |
| -------- | ------------------------------------------ | ------------- | ------------- | ------------- | ---------- | ---------- | ---------- | -------------- |
| 1        | Kecskés Karina (FISZEJ SE)                 | 68            | 68            | 71            | 85         | 89         | 92         | 163            |
| 2        | Darabos Sára (Haladás VSE)                 | 56            | 59            | 62            | 74         | 76         | 80         | 135            |
| 3        | Kollár Edit (BKV Előre SC)                 | 58            | 61            | 61            | 73         | 76         | 79         | 134            |
| 4        | Kovácsné Fábián Mária (Kazincbarcikai VSE) | 43            | 46            | 46            | 61         | 64         | 66         | 110            |

### 59 kg
| Helyezés | Név                                 | Szakítás (kg) | Szakítás (kg) | Szakítás (kg) | Lökés (kg) | Lökés (kg) | Lökés (kg) | Összetett (kg) |
| Helyezés | Név                                 | 1             | 2             | 3             | 1          | 2          | 3          | Összetett (kg) |
| -------- | ----------------------------------- | ------------- | ------------- | ------------- | ---------- | ---------- | ---------- | -------------- |
| 1        | Árva Cintia Andrea (Kecskeméti TE)  | 72            | 74            | 78            | 98         | 101        | 101        | 172            |
| 2        | Illés Dóra Lilla (BKV Előre SC)     | 65            | 65            | 71            | 83         | 88         | 88         | 148            |
| 3        | Szlama Ágnes (MAFC)                 | 55            | 60            | 63            | 70         | 74         | 77         | 140            |
| 4        | Deme Zsófia (Nyíregyházi VSC)       | 60            | 63            | 64            | 70         | 74         | 78         | 130            |
| 5        | Fehér Barbara Mónika (MAFC)         | 55            | 55            | 55            | 65         | 70         | 74         | 129            |
| 6        | Mosonyi Marietta (Baranyai SE Tata) | 52            | 54            | 55            | 63         | 63         | 66         | 118            |
| 7        | Győrfi Ágnes (BKV Előre SC)         | 51            | 54            | 54            | 60         | 60         | 63         | 114            |
| —        | Banyó Gabriella (Tatabányai SC)     | 47            | 47            | 47            | —          | —          | —          | —              |

### 64 kg
| Helyezés | Név                                     | Szakítás (kg) | Szakítás (kg) | Szakítás (kg) | Lökés (kg) | Lökés (kg) | Lökés (kg) | Összetett (kg) |
| Helyezés | Név                                     | 1             | 2             | 3             | 1          | 2          | 3          | Összetett (kg) |
| -------- | --------------------------------------- | ------------- | ------------- | ------------- | ---------- | ---------- | ---------- | -------------- |
| 1        | Tóth Adrienn (Kecskeméti TE)            | 71            | 74            | 76            | 86         | 90         | 90         | 164            |
| 2        | Kasza Katalin (Testvériség-Újpalota SE) | 69            | 69            | 75            | 80         | 84         | 84         | 149            |
| 3        | Rádi Mariann (Tatabányai SC)            | 62            | 66            | 70            | 76         | 80         | 80         | 146            |
| 4        | Bognárné Tóth Ildikó (Gázláng SE)       | 52            | 55            | 55            | 67         | 71         | 73         | 123            |
| 5        | Klajó Viktória Kinga (Kecskeméti TE)    | 52            | 54            | 56            | 59         | 63         | 65         | 119            |

### 71 kg
| Helyezés | Név                                  | Szakítás (kg) | Szakítás (kg) | Szakítás (kg) | Lökés (kg) | Lökés (kg) | Lökés (kg) | Összetett (kg) |
| Helyezés | Név                                  | 1             | 2             | 3             | 1          | 2          | 3          | Összetett (kg) |
| -------- | ------------------------------------ | ------------- | ------------- | ------------- | ---------- | ---------- | ---------- | -------------- |
| 1        | Szalai Lili (Oroszlányiak VSK)       | 84            | 87            | 87            | 100        | 105        | 105        | 187            |
| 2        | Füzesi Anna (Nyíregyházi VSC)        | 73            | 77            | 80            | 91         | 95         | 100        | 175            |
| 3        | Molnár Kinga (Haladás VSE)           | 54            | 57            | 59            | 78         | 84         | —          | 141            |
| 4        | Harcsa Johanna Dorka (Tatabányai SC) | 62            | 65            | 67            | 70         | 75         | 78         | 140            |

### 76 kg
| Helyezés | Név                                        | Szakítás (kg) | Szakítás (kg) | Szakítás (kg) | Lökés (kg) | Lökés (kg) | Lökés (kg) | Összetett (kg) |
| Helyezés | Név                                        | 1             | 2             | 3             | 1          | 2          | 3          | Összetett (kg) |
| -------- | ------------------------------------------ | ------------- | ------------- | ------------- | ---------- | ---------- | ---------- | -------------- |
| 1        | Deilinger Andrea (Firmitas SC)             | 72            | 75            | —             | 88         | 90         | 92         | 167            |
| 2        | Nagy Annamária (Baranyai SE Tata)          | 71            | 74            | 77            | 82         | 88         | 92         | 166            |
| 3        | Székely Alexandra (Kecskeméti TE)          | 64            | 67            | 70            | 78         | 81         | 84         | 154            |
| 4        | Fábián Léna (Szerencs VSE)                 | 57            | 62            | 64            | 77         | 81         | 81         | 145            |
| 5        | Sebestyén Kármen (Testvériség-Újpalota SE) | 53            | 58            | 63            | 73         | 73         | 75         | 131            |
| —        | Kapitány Luca Anna (BKV Előre SC)          | 70            | —             | —             | —          | —          | —          | —              |

### 81 kg
| Helyezés | Név                                 | Szakítás (kg) | Szakítás (kg) | Szakítás (kg) | Lökés (kg) | Lökés (kg) | Lökés (kg) | Összetett (kg) |
| Helyezés | Név                                 | 1             | 2             | 3             | 1          | 2          | 3          | Összetett (kg) |
| -------- | ----------------------------------- | ------------- | ------------- | ------------- | ---------- | ---------- | ---------- | -------------- |
| 1        | Mitykó Veronika (Békéscsabai SSZSE) | 91            | 95            | 99            | 103        | 107        | 110        | 205            |

### 87 kg
| Helyezés | Név                                | Szakítás (kg) | Szakítás (kg) | Szakítás (kg) | Lökés (kg) | Lökés (kg) | Lökés (kg) | Összetett (kg) |
| Helyezés | Név                                | 1             | 2             | 3             | 1          | 2          | 3          | Összetett (kg) |
| -------- | ---------------------------------- | ------------- | ------------- | ------------- | ---------- | ---------- | ---------- | -------------- |
| 1        | Juhász Anna Csilla (MAFC)          | 70            | 75            | 78            | 80         | 85         | 88         | 163            |
| 2        | Fodor Zsófia (Gyömrő VSK)          | 62            | 65            | 65            | 78         | 78         | 81         | 140            |
| —        | Kónya Panna Zsófia (Kecskeméti TE) | 58            | 61            | 62            | 79         | 79         | —          | —              |

| Helyezés | Név                              | Szakítás (kg) | Szakítás (kg) | Szakítás (kg) | Lökés (kg) | Lökés (kg) | Lökés (kg) | Összetett (kg) |
| Helyezés | Név                              | 1             | 2             | 3             | 1          | 2          | 3          | Összetett (kg) |
| -------- | -------------------------------- | ------------- | ------------- | ------------- | ---------- | ---------- | ---------- | -------------- |
| 1        | Gyürüs Barbara (Haladás VSE)     | 82            | 85            | 88            | 100        | 104        | 104        | 192            |
| 2        | Bazsó Bianka (Baranyai SE Tata)  | 72            | 76            | 78            | 100        | 104        | —          | 182            |
| 3        | Mikhel Eszter (Oroszlányiak VSK) | 71            | 75            | 75            | 88         | 94         | 94         | 163            |

## Abszolút eredmények
Az abszolút eredmények a Nemzetközi Súlyemelő Szövetség (IWF) által használt ROBI pont alapján lettek kiszámítva.

### Férfiak
| Helyezés | Név                              | Súlycsoport | Összetett | ROBI pont |
| -------- | -------------------------------- | ----------- | --------- | --------- |
| 1        | Fekécs Szilárd (Békési TE)       | 81 kg       | 312 kg    | 528.64    |
| 2        | Gyurkovics Ferenc (Pécsi SE)     | 109 kg      | 347 kg    | 471,98    |
| 3        | Fenyő Dániel (Tamási Koppány SE) | 73 kg       | 312 kg    | 397,10    |

### Nők
| Helyezés | Név                                 | Súlycsoport | Összetett | ROBI pont |
| -------- | ----------------------------------- | ----------- | --------- | --------- |
| 1        | Mitykó Veronika (Békéscsabai SSZSE) | 81 kg       | 205 kg    | 342.63    |
| 2        | Kecskés Karina (FISZEJ SE)          | 55 kg       | 163 kg    | 332.80    |
| 3        | Szalai Lili (Oroszlányiak VSK)      | 71 kg       | 187 kg    | 306.34    |